# Madl (Familienname)
Madl bzw. Mádl ist der Familienname folgender Personen:
- Antal Mádl (1929–2013), ungarischer Literaturwissenschaftler und Hochschullehrer
- Elfriede Madl (* 1949), österreichische Politikerin (FPÖ)
- Ferenc Mádl (1931–2011), ungarischer Staatspräsident
- Gottlieb Madl (1897–1963), deutscher Filmeditor und Dokumentarfilmer
- Hartmann Madl (1939–2011), deutscher Fußballspieler
- Helmut Madl (* 1942), österreichischer Alttestamentler
- Ildikó Mádl (* 1969), ungarische Schachspielerin
- Jiří Mádl (* 1986), tschechischer Schauspieler
- Martin Mádl (* 1967), tschechischer Kunsthistoriker
- Michael Madl (* 1988), österreichischer Fußballspieler
- Nikolaus Madl († 1950), deutscher Kommunalpolitiker
- Patricia Madl (* 1999), österreichische Speerwerferin
- Sascha Madl (* 1983), deutscher Sportschütze
- Thomas Madl (* 1957), deutscher Landespolitiker (Sachsen-Anhalt) (CDU)